# PalmSource
PalmSource — американська компанія, розробник ОС Palm OS та ряду додатків для неї.
Під управлінням Palm OS працюють близько 39 мільйонів пристроїв, вироблених корпорацією Palm та іншими компаніями.

## Історія розвитку компанії
В 2001 році до складу Palm увійшла група розробників операційної системи BeOS.
У серпні 2003 Palm виділила з себе власника і розробника ОС — компанію PalmSource, куди увійшли BeOS-сівці.
8 грудня 2004 року PalmSource придбала компанію China MobileSoft, розробника мобільної ОС на Linux. Після цього PalmSource оголосила про намір випустити до літа 2006 року нову версію Palm OS для смартфонів на основі Linux.
У вересні 2005 PalmSource була придбана японською компанією ACCESS, виробником програмного забезпечення для мобільних пристроїв, в тому числі вбудовуваного веббраузера NetFront.